# Salbiomorpha interruptalis
Salbiomorpha interruptalis är en fjärilsart som beskrevs av Hans Georg Amsel. Salbiomorpha interruptalis ingår i släktet Salbiomorpha och familjen Crambidae. Inga underarter finns listade i Catalogue of Life.